# Macroglossum pseudoluteata
Macroglossum pseudoluteata là một loài bướm đêm thuộc họ Sphingidae. Nó được tìm thấy ở Sulawesi.